# Джон Піктон Багге
Джон Піктон Багге (англ. John Picton Bagge) (19 жовтня 1877 – 23 грудня 1967) — британський дипломат. Офіційний представник Великої Британії при уряді Української Народної Республіки.

## Біографія
Народився 19 жовтня 1877 року в місті Аллертоні, графство Ланкашир, Англія. Навчався у Кембриджі. Від 1903 перебував на консульській службі (британські консульства в Антверпені та Генті). В 1905–1917 працював у Російській імперії, в 1917–1918 – виконувач обов'язків генерального консула в Одесі. З 05.12.1917 по 25.01.1918 — офіційний представник Великої Британії в уряді Української Народної Республіки. Тісно співпрацював на цій посаді з французьким представником генералом Жоржом Табуї. Прагнув домогтися від українського уряду підтримки продовження війни країн Антанти з Німеччиною та її союзниками, при цьому пропонував фінансову й технічну допомогу Великої Британії. Критикував укладення Брестського мирного договору УНР з державами Четвертного союзу 9 лютого 1918. Після захоплення Києва російськими військами Муравйова залишився у місті і зав'язав контакти з більшовицьким командуванням. Перед вступом  німецьких військ до Києва 22 лютого 1918 покинув місто. 1928–1937 – керівник закордонного підрозділу Департаменту зовнішньої торгівлі при МЗС Великої Британії. 1937 звільнився зі служби.
23 грудня 1967 року помер.